# Choropletenkaart
Een choropletenkaart (van het Griekse χώρο ("gebied/streek") + πλήθος ("veelvoud") wordt in de aardrijkskunde vaak gebruikt om statistische gegevens zoals de bevolkingsspreiding in een bepaalde regio weer te geven. Een choropletenkaart, die de bevolkingsspreiding toont, wordt gemaakt op basis van cijfers van de gemiddelde bevolkingsdichtheid van een groot aantal echt kleine administratieve eenheden, met bijvoorbeeld een donkerder kleur naarmate de bevolkingsdichtheid hoger is.

## Belangrijke ontwerpaspecten
Bij het ontwerpen van een choropletenkaart moet men met volgende zaken rekening houden:
- Normalisatie/standaardisatie van de gegevens
- Classificatie van de gegevens
- Gebiedssymbolisatie

#### Classificatie van de gegevens
Er zijn verschillende methodes om data in klasses in te delen:
- Gelijke intervallen
- Kwantielen
- Gemiddelde-standaardafwijking
- Optimaal

#### Gebiedssymbolisatie
Voor de symbolisatie wordt vaak gekozen voor een kleurenschaal. Deze schaal kan sequentieel zijn of divergent.